# Kis Zoltán (politikus)
Kis Zoltán (Jászberény, 1954. szeptember 24. –) magyar jogász, politikus, 1990 és 2007 között országgyűlési képviselő (SZDSZ), 1994-től 1998-ig a Földművelésügyi Minisztérium, majd 2002 és 2004 között a Környezetvédelmi és Vízügyi Minisztérium politikai államtitkára.

## Élete
Kis Zoltán 1954-ben született Jászberényben, Kis Zoltán és Rédey Mária fiaként. Általános iskolai és középiskolai tanulmányait szülővárosában végezte, 1973-ban érettségizett a Lehel Vezér Gimnáziumban. Egy éves kalocsai sorkatonai szolgálat után a József Attila Tudományegyetem Állam- és Jogtudományi Karának hallgatója lett, ahol 1979-ben szerzett jogi diplomát. Labdarúgóként 1968-tól 1971-ig a Jászberényi Lehel SE NB II-es csapatában játszott, majd 1971-ben a Jászberényi Spartacus játékosa lett, 1974-től 1975-ig pedig a SZEOL-ban játszott. 1979 és 1981 között a Jászberényi Aprítógépgyárban dolgozott jogi előadóként, majd 1981-ben jogi szakvizsgát tett, és jogtanácsos lett ugyanott, az év decemberében pedig igazgatási és jogi főosztályvezetővé nevezték ki. 1982-ben jogsegélyszolgálat vezetői végzettséget is szerzett, majd 1983-ban a jásztelki termelőszövetkezet jogtanácsosa lett. 1984-ben bevonták az útlevelét.
1988 őszén került kapcsolatba a demokratikus ellenzékkel, és 1989 májusában belépett a Szabad Demokraták Szövetségébe. 1989 augusztusában megalapította az SZDSZ jászberényi szervezetét, melynek ügyvivője lett. Az 1990-es országgyűlési választáson pártja jelöltjeként Jász-Nagykun-Szolnok megye 1. számú, Jászberény központú választókerületéből szerzett mandátumot, az Országgyűlésben a költségvetési, adó- és pénzügyi bizottság tagja és a mezőgazdasági bizottság alelnöke lett. Az 1994-es országgyűlési választáson ismét Jászberény képviselőjévé választották, a Horn-kormány alakulásakor, 1994 júliusában a Földművelésügyi Minisztérium politikai államtitkára lett Lakos László, majd Nagy Frigyes miniszter mellett, tisztségét a kormányváltásig, 1998 júliusáig viselte. 1994 októberében pártja országos ügyvivőjévé választották.
Az 1998-as országgyűlési választáson is a jászberényi választókerületből jutott a parlamentbe, ahol a mezőgazdasági bizottság tagja és a területfejlesztési bizottság alelnöke, 1999 és 2002 között pedig az SZDSZ frakcióvezető-helyettese volt. A 2002-es országgyűlési választáson pártja országos listájának 4. helyéről szerzett mandátumot, az Országgyűlésben a környezetvédelmi bizottság, a mezőgazdasági bizottság, az alkotmány- és igazságügyi bizottság és a nemzeti lovas programot előkészítő eseti bizottság tagja, valamint a területfejlesztési bizottság alelnöke lett. A Medgyessy-kormány alakulásakor, 2002 májusában a Környezetvédelmi és Vízügyi Minisztérium politikai államtitkára lett Kóródi Mária, majd Persányi Miklós miniszter mellett, tisztségét 2004 júniusáig töltötte be. 2004 szeptemberében az Országgyűlés jegyzője, 2005 februárjában pedig az SZDSZ-frakcióvezetője lett.
A 2006-os országgyűlési választáson az SZDSZ országos listájának 11. helyéről jutott a parlamentbe, ahol a mezőgazdasági bizottság és a honvédelmi és rendészeti bizottság tagja, valamint az Országgyűlés jegyzője volt. 2007 szeptemberében lemondott parlamenti mandátumáról, és a Regionális Fejlesztési Holding Zrt. vezérigazgatója lett.
Felesége 1977-től Lőrincz Mária kereskedelmi üzemgazdász, két gyermekük született.